# جيف بريتون
جيف بريتون (بالإنجليزية: Geoff Britton)‏ هو موسيقي بريطاني، ولد في 1 أغسطس 1943 في لويشام ‏ في المملكة المتحدة.

## وصلات خارجية
- جيف بريتون على موقع IMDb (الإنجليزية)
- جيف بريتون على موقع ميوزك برينز (الإنجليزية)
- جيف بريتون على موقع أول ميوزيك (الإنجليزية)
- جيف بريتون على موقع ديسكوغز (الإنجليزية)